# Liste der Monuments historiques in Chardeny
Die Liste der Monuments historiques in Chardeny führt die Monuments historiques in der französischen Gemeinde Chardeny auf.

## Liste der Objekte
| Bezeichnung                  | Beschreibung                               | Standort                       | Kennzeichnung | Schutzstatus | Datum | Bild |
| ---------------------------- | ------------------------------------------ | ------------------------------ | ------------- | ------------ | ----- | ---- |
| Skulptur Maria               | aus einer Kreuzigungsgruppe; Holz, um 1500 | in der Kirche St-Vannes (Lage) | PM08001196    | Inscrit      | 1988  |      |
| Skulptur Joahnnes Evangelist | aus einer Kreuzigungsgruppe; Holz, um 1500 | in der Kirche St-Vannes (Lage) | PM08001197    | Inscrit      | 1988  |      |